# Mels
Mels és un municipi del cantó de Sankt Gallen (Suïssa), situat al districte de Sarganserland.

## Personatges il·lustres
- Paul Guldin, matemàtic.